# Al Jazeera Sports
Al Jazeera Sports (arab. ‏الجزيرة الرياضية‎) − arabskojęzyczny kanał sportowy, który został uruchomiony w listopadzie 2003 przez macierzystą stację informacyjną Al Jazeera. Stacja od momentu uruchomienia szybko zdobyła popularność i stała się najpopularniejszym kanałem sportowym na Bliskim Wschodzie dzięki transmisji wielu znaczących imprez sportowych, takich jak: Euro 2004 Atenach.
Stacja Al Jazeera sports ma swoją siedzibę w Katarze, jednak w odróżnieniu od Al Jazeery nie znajduje się w kompleksie telewizyjnym, ale w centrum edukacyjnym. Wśród istotnych transmisji zawodów sportowych stacja posiada prawa do angielskiej F.A. Cup, włoskiej Serie A, hiszpańskiej Primera División, portugalskiej Primeira Ligi, Qatar Stars League, Pucharu Narodów Afryki 2006 oraz League Cup.